# Estatge basal

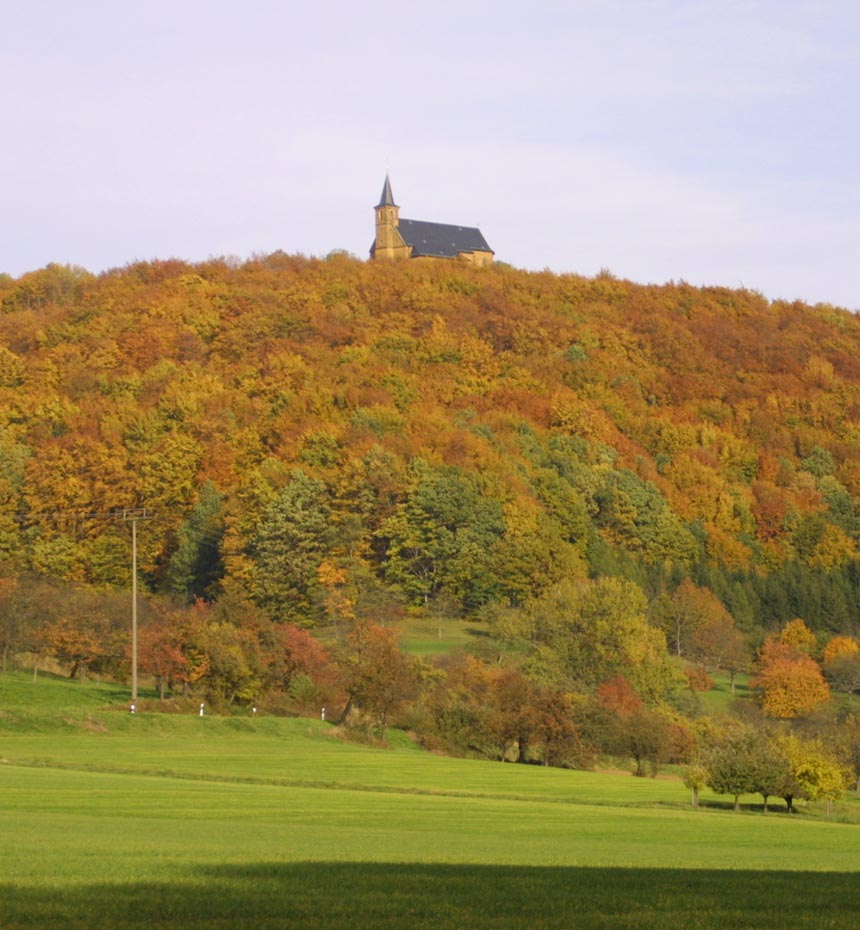
Paisatge típic de l'estatge basal (Francònia, Alemanya).

L'estatge basal o la terra baixa en botànica és una zona altitudinal de vegetació que té com a límit inferior el nivell del mar i com a límit superior altituds inferiors a 500-600 m. Correspon al territori que fa de sòcol a la serralada i es pot dir que no pertany a la muntanya. En sentit més ampli, també s'aplica a l'estatge inferior de qualsevol zonació altitudinal.
Ocupa més de les tres quarts parts del Principat de Catalunya i té una vegetació representativa, amb fesomia pròpia i singular. En el clima mediterrani, l'estiu és eixut i calorós i l'hivern és benigne, amb precipitacions moderades.
La majoria de plantes d'aquest estatge tenen el fullatge persistent, verd tot l'any, més aviat petit i coriaci –endurit i flexible com el cuir–. Sovint tenen pèls a la cara inferior de les seues fulles, com adaptació al medi on l'aigua no és molt abundant. La vegetació de l'estatge basal ha sofert durant molts segles l'acció destructora humana, simbolitzada per les tres «efes»: folc (pastura de ramats), ferro (tallades amb la destral) i foc (incendis devastadors).

## Subsectors

### Septentrional
En el seu estat natural, la vegetació mediterrània septentrional devia estar dominada pels alzinars (boscos d'alzines), que cobrien la major part del territori. Hi ha tres classes d'alzinars: l'alzinar típic, l'alzinar muntanyenc i l'alzinar de carrasca.
L'alzinar típic és un bosc amb arbres de poca alçària, acompanyats d'una gran quantitat d'arbusts i lianes, cosa que li dona un aspecte de selva tropical en petita escala. Al Principat de Catalunya, el domini de l'alzinar típic ocupa les planes i les muntanyes baixes de les comarques que toquen al mar, des de l'Empordà fins al Baix Llobregat. Més al sud, se situa en indrets més elevats i esdevé poc abundant.
A les parts altes i relativament humides de les muntanyes de la Serralada Prelitoral, fins al Montsià, hi trobem l'alzinar muntanyenc, que és peculiar per l'absència d'algunes plantes significatives de l'alzinar típic i per la presència de plantes pròpies de llocs més alts.
A les comarques baixes de clima continental, situades cap a l'interior, es fa un alzinar sec i pobre, anomenat alzinar de carrasca.
Sobre els sòls silicis i poc compactes –sorrencs– de la comarca de la Selva principalment, es troba una comunitat vegetal molt semblant a l'alzinar. És la sureda, en la qual l'arbre dominant és la surera.

### Meridional
El subsector de la vegetació mediterrània meridional comença al Baix Llobregat i, s'estén per una faixa de terreny no gaire ampla, que segueix el litoral, acaba prop d'Alacant. Una gran part de la vegetació integra plantes arbustives, espinoses, de fulles estretes i endurides. En destaca, per la seua singularitat, el margalló, petita palmera autòctona que té el límit septentrional de la seua àrea de distribució a Garraf, i que pateix una acció destructora tan intensa que pot arribar a produir-ne la desaparició.
En molts llocs on han desaparegut les alzines o les sureres, s'estableix el pi blanc o bé el pi pinyer. Es pot dir que el pi blanc és actualment l'arbre més abundant dels paisatges catalans. Cal saber que aquestes dues espècies de pins tenen un procés de creixement molt més ràpid que no pas l'alzina, i precisament aquest és un dels factors que més han afavorit la seua propagació fora de tota mesura -especialment en el cas del pi blanc-.
Al llarg de les vores dels cursos d'aigua de l'estatge basal, també es pot trobar arbres típics de vegetació de ribera, procedents de l'estatge montà, que s'han introduït per les valls, cercant la humitat.